# Monumento Tortura Nunca Mais

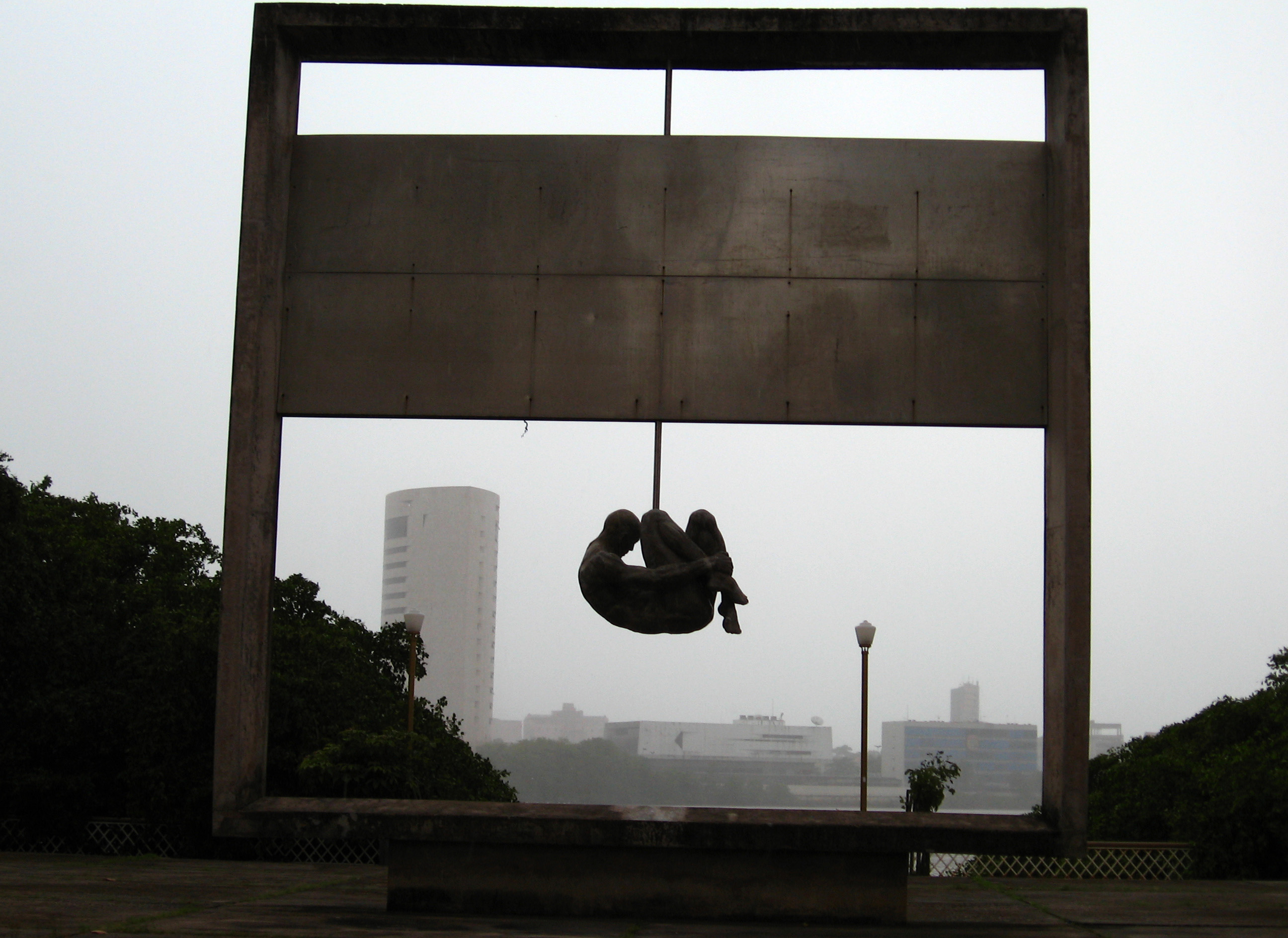
El Monumento Tortura Nunca Más, en Recife, fue el primer monumento construido en el país en homenaje a los muertos y desaparecidos políticos brasileños, y presenta el cuerpo de un hombre desnudo en posición de la tortura de pau de arara.

El Monumento Tortura Nunca Mais (Tortura Nunca más) es un monumento localizado en la plaza Padre Henrique, a la Calle de la Aurora, en Recife, Pernambuco, Brasil. Concebido por el arquitecto piauiense Demetrio Albuquerque, fue el primer monumento construido en el país en homenaje a los muertos y desaparecidos políticos brasileños.
Su construcción fue decurrente de un concurso público realizado por el ayuntamiento del Recife en 1988, que preveía, no sólo la construcción de un monumento que emblemasse las condiciones de tortura y desrespeito a la dignidad de la persona humana a las cuales la población estuvo sujeta durante el régimen militar brasileño, como toda la revitalização del local.
Fue inaugurado en 27 de agosto de 1993 y es, desde entonces, considerado uno de los puntos turísticos de la ciudad.